# Captain America and the Avengers
 (octobre 2019).
Si vous disposez d'ouvrages ou d'articles de référence ou si vous connaissez des sites web de qualité traitant du thème abordé ici, merci de compléter l'article en donnant les références utiles à sa vérifiabilité et en les liant à la section « Notes et références ».
Captain America and the Avengers (Captain America et les Vengeurs)  est un beat them all développé par Data East, sorti sur arcade en 1991, puis sur Game Gear, Mega Drive, Nintendo Entertainment System et Super Nintendo.

## Personnages
Le joueur peut choisir de diriger Captain America, Iron Man, Vision ou Hawk-Eye pour combattre Crâne Rouge et ses hommes.

## Système de jeu
Le jeu est un beat them all mais contient quelques scènes de shoot them up.

## Conversion
Captain America and the Avengers est sorti après sa version arcade sur Mega Drive (en 1992) et Super Nintendo.